# Марушкин, Борис Константинович
Бори́с Константи́нович Ма́рушкин (28 апреля 1921, с. Трубетчина, Пензенская губерния — 15 августа 1994, Уфа) — советский и российский учёный, специалист в области технологии нефтепереработки; педагог. Доктор технических наук, профессор. Заслуженный деятель науки и техники БАССР.

## Биография[2]
- 1939—1945 — учёба в Московском нефтяном институте им. И. М. Губкина по специальности «Технология нефти и газа»;
- 1945—1948 — учёба в аспирантуре МНИ;
- 1945—1946 — младший научный сотрудник МНИ (по совместительству);
- 1948—1949 — старший преподаватель (первый штатный преподаватель) кафедры технологии нефти и газа Уфимского нефтяного института;
- 1950—1954 — заведующий кафедрой (первый штатный заведующий кафедрой) технологии нефти и газа УНИ;
- 1954—1964 — заведующий кафедрой процессов и аппаратов химической технологии УНИ;
- 1964—1978 — доцент кафедры «Процессы и аппараты»;
- 1978—1980 — профессор кафедры «Процессы и аппараты»;
- 1980—1984 — декан технологического факультета УНИ;
- 1987 — заведующий кафедрой «Процессы и аппараты»;
- 1988—1994 — профессор кафедры нефтехимии и химической технологии УНИ.

## Научная деятельность
Профессор Б. К. Марушкин одним из первых специалистов в нефтепереработке понял значение вычислительной техники в расчёте технологических процессов. Под его руководством создана первая в стране программа расчёта на ЭВМ фракционирующих колонн, учитывающая большое многообразие факторов, влияющих на процесс разделения различных смесей (процесс ректификации).
Основные разработки Б. К. Марушкина внедрялись в первую очередь на Ново-Уфимском НПЗ, где был мощный научно-исследовательский цех, созданный его учеником Г. Г. Теляшевым. На основе проведённых под руководством Б. К. Марушкина исследований была выполнена реконструкция десятков ректификационных колонн, позволившая повысить выход и качество целевых фракций и дававшая стране экономический эффект до 30 млн рублей в год (в ценах 1970—1990 гг.).

## Наиболее известные научные работы
Профессор Б. К. Марушкин является автором 227 научных работ. Наиболее известны:
1. Исследование процесса с подвижным катализатором. // Нефтяное хозяйство. — 1946. — № 11 (соавтор Обрядчиков С. Н.).
2. Решетка для создания устойчивого кипящего слоя пылевидного катализатора. А. с. № 77693, 1949 (соавтор Обрядчиков С. Н.).
3. О гидравлическом расчете реактора каталитического крекинга с шариковым катализатором. // Башкирская нефть, 1950. — № 2 (соавт. Бондаренко М. Ф., Кириллов Т. О.).
4. К расчету ректификации сложных смесей. // Нефтяное хозяйство. 1951. — № 8.
5. О проектировании ректификационных колонн. // Газовая промышленность. −1966. — № 12.
6. Расчет абсорбции углеводородных газов в изотермических условиях при минимальной подаче абсорбента. // Технология нефти и газа. Вопросы фракционирования. М.: Химия, 1967.
7. Использование ЭВМ при анализе действия ректификационных тарелок в промышленных нефтяных колоннах. // Сб. Проблемы развития производительных сил Башкирии. — Башкнигоиздат. — Уфа, 1969 (соавт. Теляшев Г. Г., Абрамов А. Н.).
8. Расчет на ЭВМ ректификационной колонны с отпарными секциями. Материалы республ. Научно-техн. конф. работников нефтегаз., нефтехим. и нефтеперерабатыв. пром-ти Башкирии (тез. докл.). Уфимский нефтяной институт, Уфа, 1970 (соавт. Беликова И. А., Гайнуллин Р. Г., Теляшев Г. Г.).
9. Применение методов релаксации для расчета сложных ректификационных колонн на ЭЦВМ. // Тез. докл. Всесоюзного совещания по теории и практике ректификации нефтяных смесей. — Уфа.-1975 (соавт. Арсланов Ф. А., Беликова И. А., Теляшев Г. Г. и др.).
10. Перспективы глубокого отбора дистиллятов при вакуумной ректификации мазута. // Нефтепереработка и нефтехимия. — 1981. — № 10 (соавт. Беликова И. А., Богатых К. Ф., Мнушкин М. А.).
11. Глубоковакуумная ректификация. // Нефтепереработка и нефтехимия. — 1983. — № 12 (соавт. Богатых К. Ф., Пручай B.C., Мнушкин И. А.).
12. Получение некоррозионных бензинов. // Тез. докл. Всесоюзн. науч.- практической конф. "Перспективы переработки нефтехимического сырья для производства топлива и высокомолекулярных материалов, г. Тобольск. 1984 (соавт. Пручай B.C.).
13. Liquidextractorwithcontactarrangementoffilmtype.//International Solvent Extraction Gonference 1990 Abstracts Kyoto ISEC 90 July 16-21, 1990 Kyoto Shigaku-Kaikan Kyoto, Japan, C.262, IP39, 09-46 (with G.K. Ziganshin, V.M. Shouverov).
14. Liquid extractor for two rafinates producton. // International Solvent Extraction Conference 1990 Abstracts Kyoto ISEC 90 July 16-21, 1990 Kyoto Shigaku-Kaikan Kyoto, Japan, C.262, IP40, 09-46 (with G.K. Ziganshin, N.V.Rakochy).
15. Моделирование процесса фенольной очистки масляных фракций. // Химия и технология топлив и масел. — 1991. — № 3 (соавт. Зиганшин Г. К., Ракочий Н. В.).

## Признание
- 1945 — медаль «За оборону Москвы»;
- 1967 — медаль «За трудовую доблесть»;
- 1970 — медаль «За доблестный труд. В ознаменование 100-летия со дня рождения В. И. Ленина»;
- 1976 — медаль «Тридцать лет победы в Великой Отечественной войне»;
- 1985 — медаль «Сорок лет победы в Великой Отечественной войне»;
- 1971 — звание «Заслуженный деятель науки и техники Башкирской АССР»;
- 1957, 1962, 1968 — Почётные грамоты Президиума Верховного Совета Башкирской АССР;
- 1981, 1983 — Почётные грамоты Минвуза РСФСР;
- 1988 — знак «Отличник нефтеперерабатывающей и нефтехимической промышленности».

Б. К. Марушкин награждён нагрудным знаком Министерства высшего и среднего специального образования РСФСР «За отличные успехи в работе».